# Pétrola
Pétrola er en by og kommune i det sydøstlige Spanien i provinsen Albacete. Den har et indbyggertal på 665 (2024) indbyggere.